# Reissantia setulosa
Reissantia setulosa är en benvedsväxtart som först beskrevs av Albert Charles Smith, och fick sitt nu gällande namn av N. Hallé. Reissantia setulosa ingår i släktet Reissantia och familjen Celastraceae. Inga underarter finns listade.